# Parvoscincus jimmymcguirei
Parvoscincus jimmymcguirei — вид сцинкоподібних ящірок родини сцинкових (Scincidae). Ендемік Філіппін.

## Поширення і екологія
Parvoscincus jimmymcguirei мешкають в горах Сьєрра-Мадре і Кордильєра-Сентраль на острові Лусон. Вони живуть у вологих тропічних лісах, серед опалого листя і повалених дерев, поблизу струмків.